# آب‌سنگ حلقوی

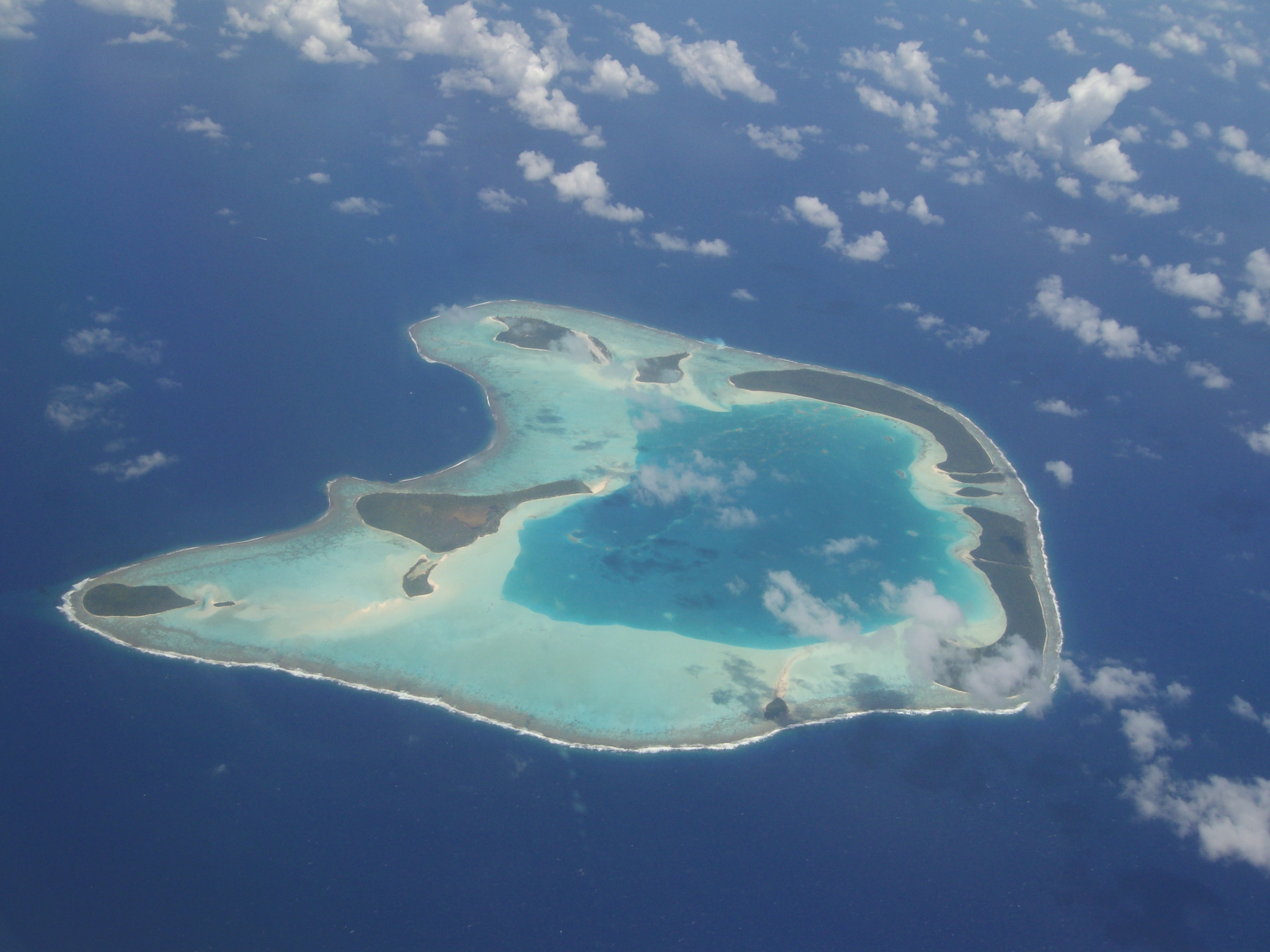
خوست تِتی آروآدر ۵۸ کیلومتری شمال تاهیتی که در اجاره طولانی مدت خانواده مارلون براندو می‌باشد

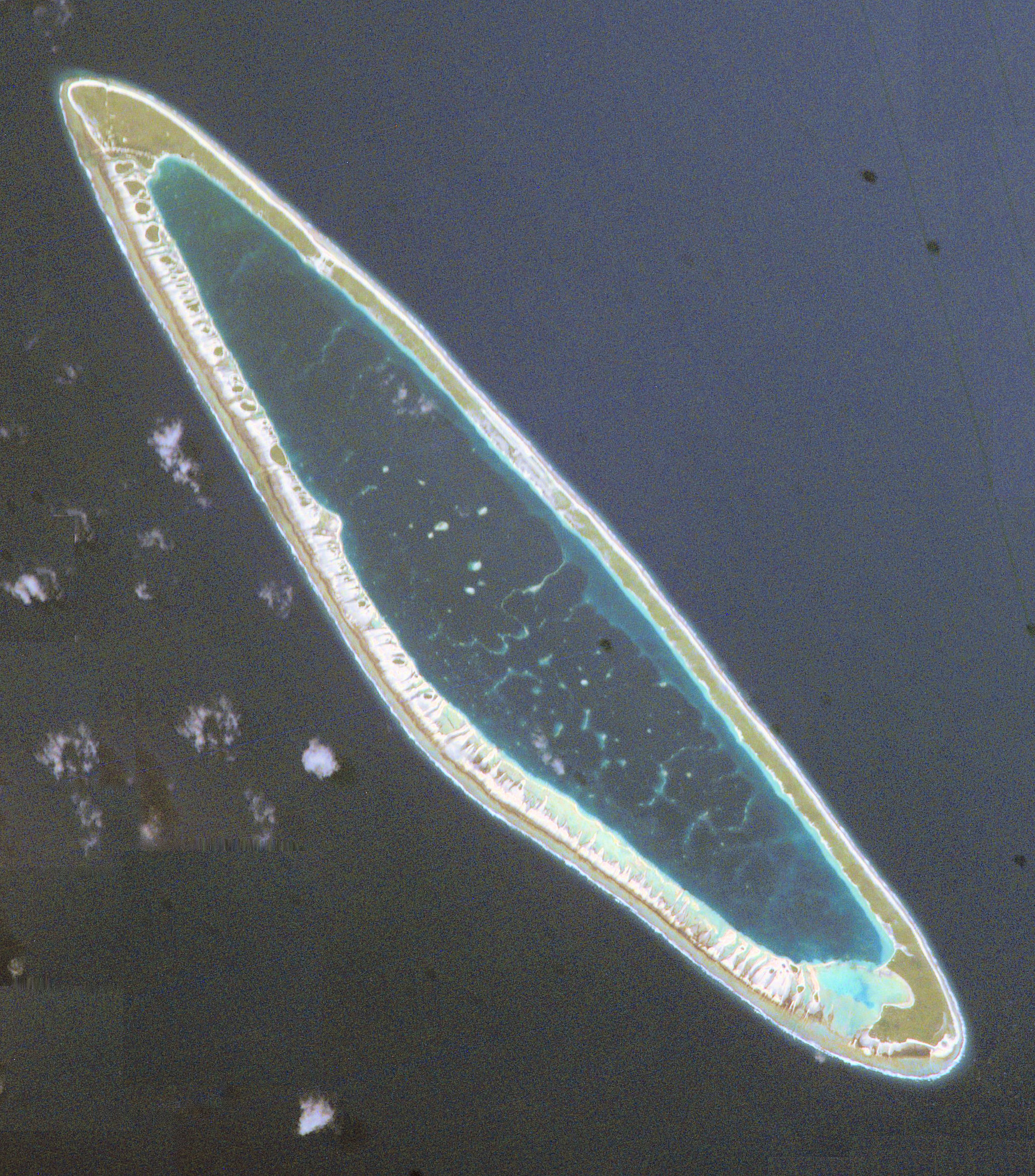
خوست پوکاروا در شرق مجمع الجزایر توآموتودر پلی نزی فرانسه

آبسنگ حَلقَوی یا خوست (برابر فرهنگستان زبان) (به انگلیسی: Atoll)، مجموعه‌ای است از آب‌سنگ‌های مرجانی-جلبکی که به صورت دایره یا نعل اسب مجمع‌الجزایری را در دریا و اقیانوس به وجود آورده و مرداب کم‌عمقی را در میان گرفته باشد.
آتول‌ها بر روی برجستگی‌های آتشفشانی در آب‌های آزاد گرم رشد می‌کنند و غالباً در میان خود کولاب ایجاد می‌کنند.
آتول‌ها بیشتر در اقیانوس‌های گرمسیری جهان یافت می‌شوند.
واژه آتول که در بیشتر زبان‌های اروپایی به کار می‌رود، شکل انگلیسی‌شده واژه އަތޮޅު (آتُلهو) در زبان دیوهی است.

## نگارخانه

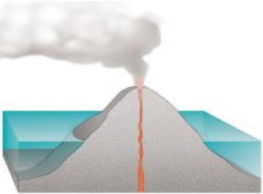
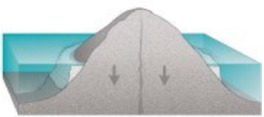
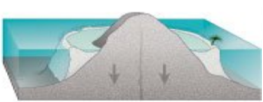
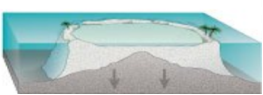